# 山南高卢

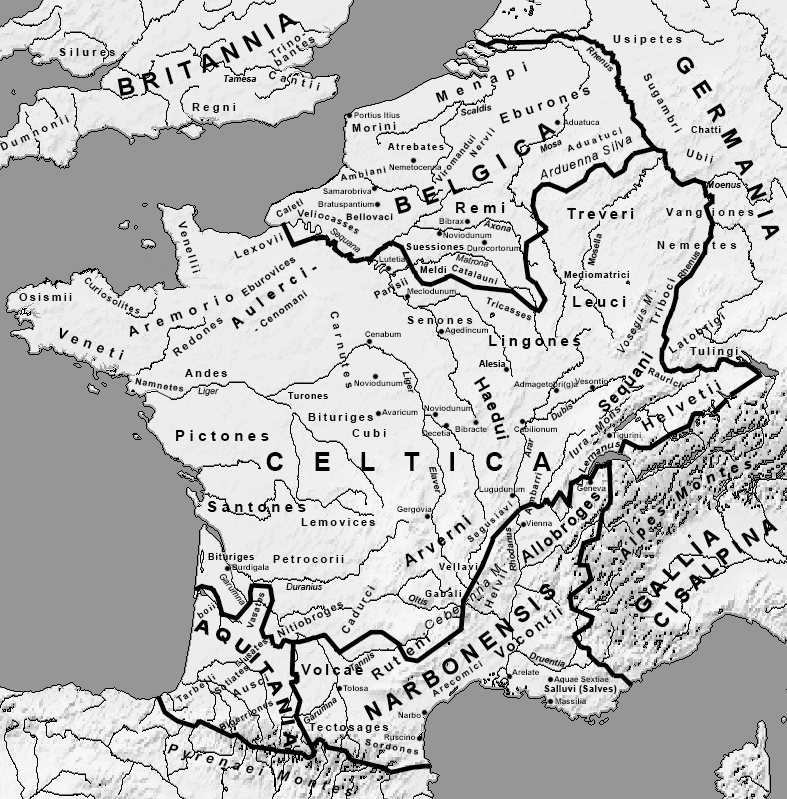
山南高盧位置（图右下角）

山南高盧（Cisalpine Gaul，拉丁文：或稱內高盧與山內高盧）是指古羅馬時代阿爾卑斯山和亞平寧山脈之間的、由塞爾特侵略者居住的義大利北部地區。其「山南」的「山」指的就是阿爾卑斯山。山南高盧人是住在山南高盧的塞爾特人（高盧人），曾攻打羅馬，但羅馬最後擊敗高盧人。
與山內高盧對應的是山北高盧（亦稱外高盧或山外高盧），指的是阿爾卑斯山以北，現今法國、比利時、荷蘭與盧森堡等地，是另一群塞爾特人（高盧人）居住之地。